# Musée Guarnacci

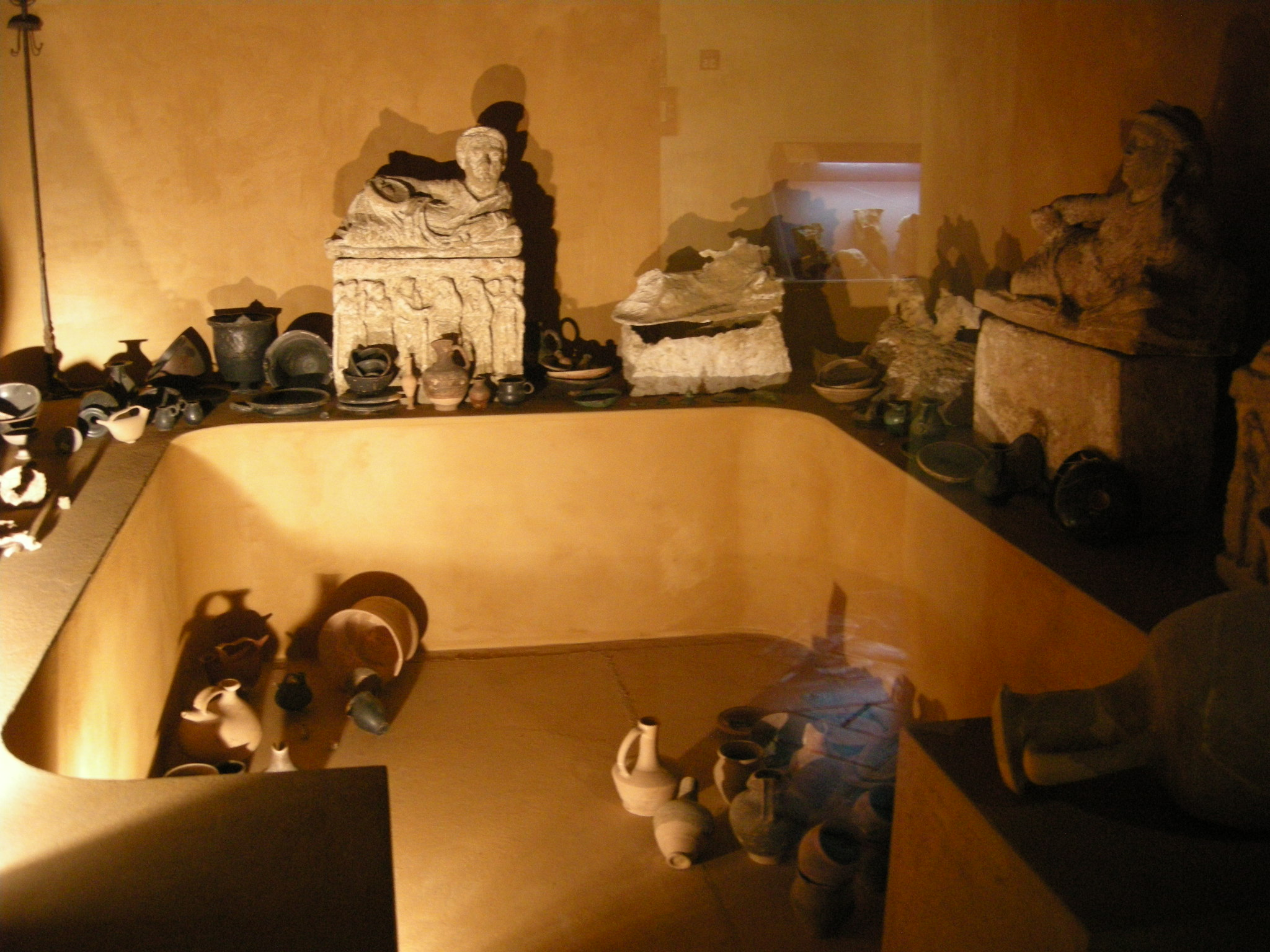
Reconstitution d'une tombe étrusque

Le musée  Guarnacci est l'un des musées de la ville de Volterra, en Toscane, situé Palazzo Maffei.
Il comporte, comme fonds initial, la bibliothèque (50 000 ouvrages) et les collections de vestiges étrusques du prélat, homme de lettres et archéologue Mario Guarnacci (1701-1785), né à Volterra, données à sa ville natale en 1761.
Plus vieux musée public en Europe et nommé pour ces raisons Museo etrusco Guarnacci, ses collections comprennent, entre autres, plus de six cents urnes cinéraires, en albâtre ou en terracotta.

## Histoire
Près de la nécropole étrusque du Portone, le chanoine Franceschini trouve en 1776 un hypogée hellénistique qui contient quarante urnes étrusques, dont il fait don dès l'année suivante à la ville. Le Musée civique ainsi fondé rassemble vite des pièces qui, trouvées dans les environs, étaient jusqu'alors conservées dans des collections privées. La donation la plus importante est celle de Mgr Guarnacci (1701-1785), promoteur de nombreuses fouilles archéologiques. Le musée porte désormais son nom.

## Œuvres remarquables
Le musée expose la plus grande collection d'urnes étrusques au monde :
- Parmi les urnes cinéraires : l'Urna degli Sposi, donnant avec d'autres exemples similaires, une idée des rapports sociaux élevés des hommes et des femmes dans la société étrusque.
- La fameuse Ombra della sera, ainsi nommée par Gabriele D'Annunzio, statuette votive d'une facture étonnante, longiligne, représentant un jeune garçon.

De nombreuses vitrines anciennes exposent les collections d'objets usuels et des vestiges romains.

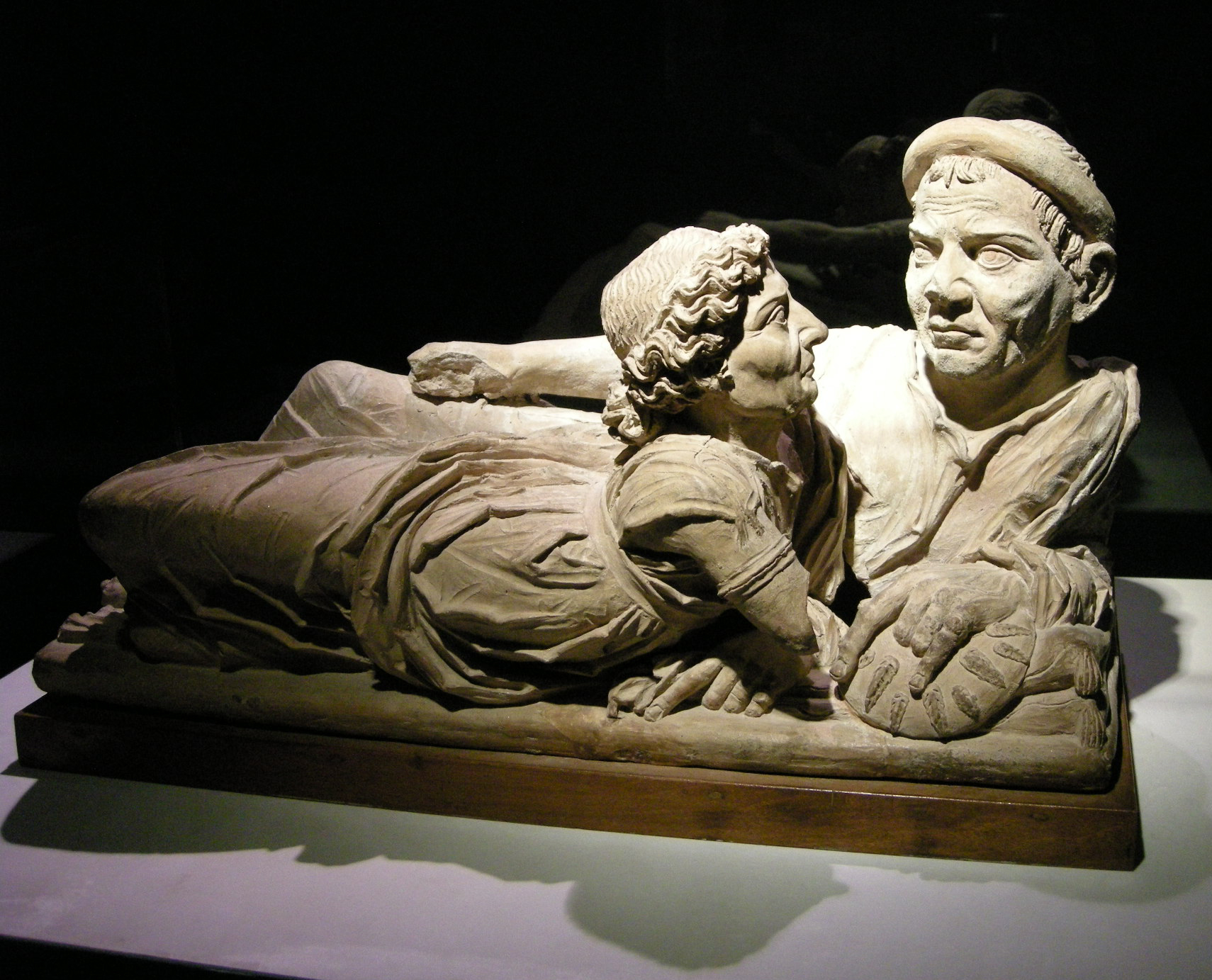
Urna degli Sposi
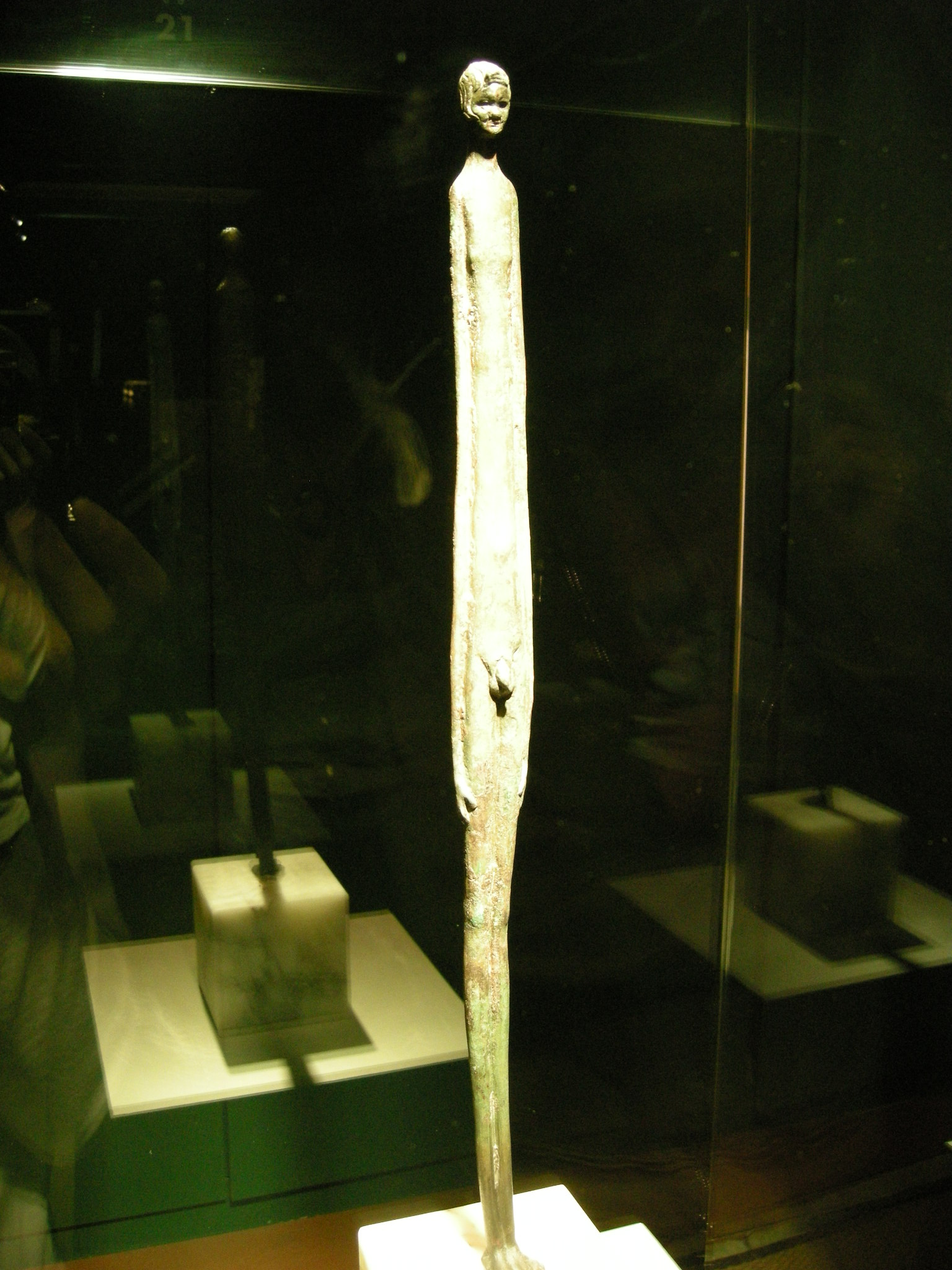
L'Ombra della sera
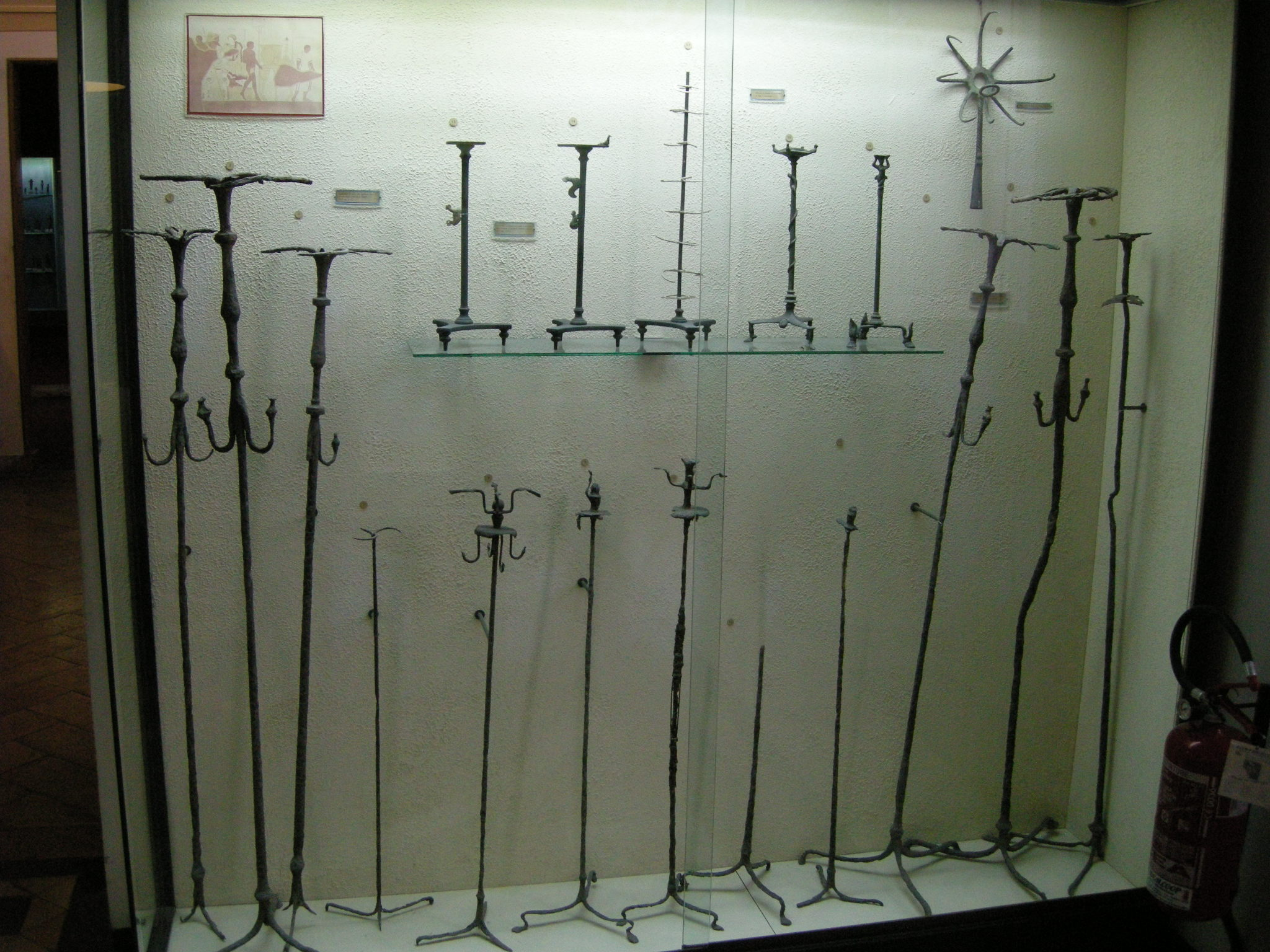
Chandeliers en bronze
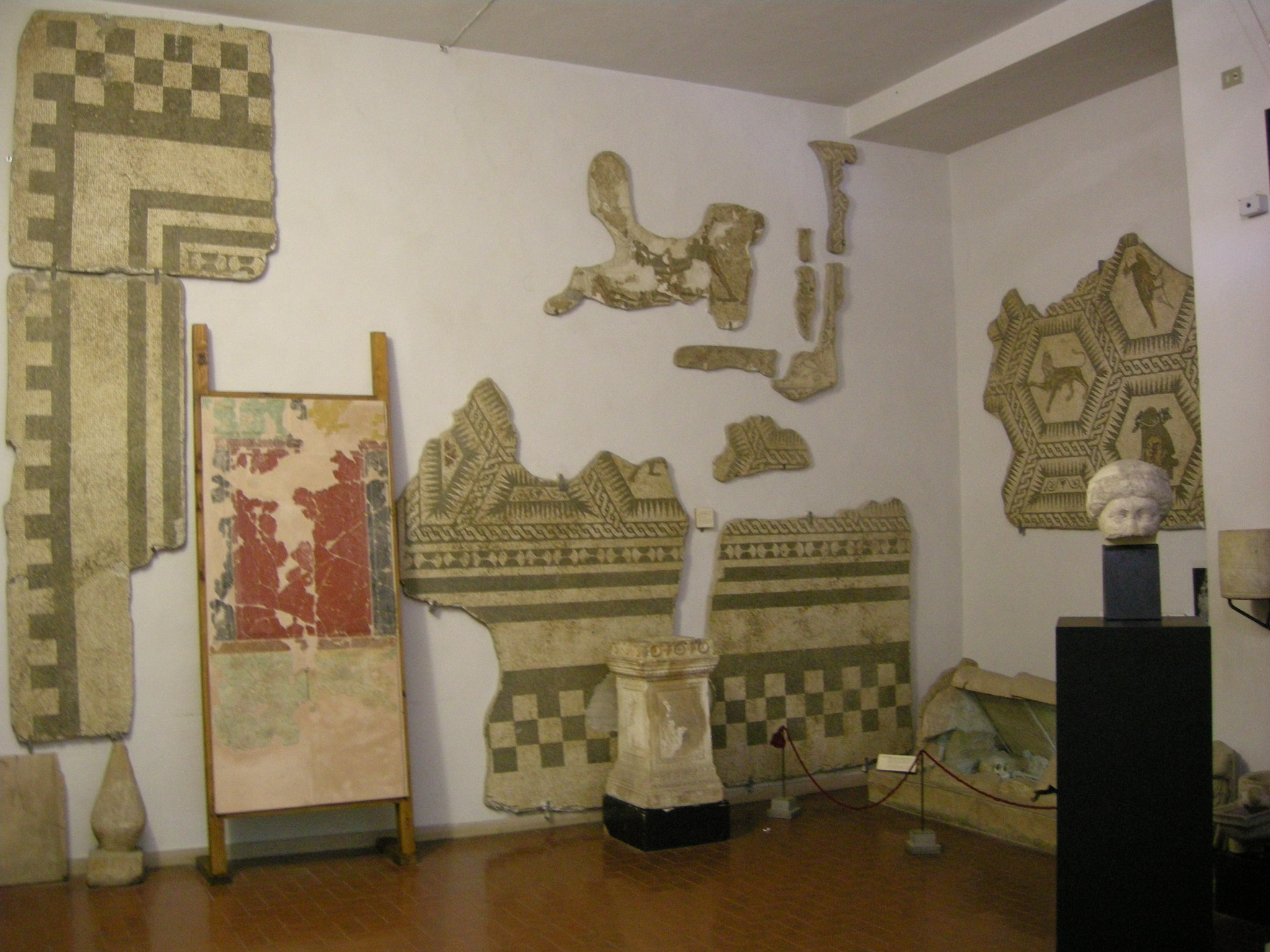
Mosaïques romaines

### Catalogues
- (it) Corpus urne volterrane 4 vol. 1975-
- (it) M. Cristofani, Urne Volterrane.2. Il Museo Guarnacci. parte I, Florence, Centro Di, 1977
- (it) G. Cateni, Urne Volterrane.2. Il Museo Guarnacci. parte II., Pise, ed. Pacini, 1986